# Гонкурова награда
Гонкурова награда (фр. Le prix Goncourt) највећа је француска књижевна награда. Додељује је Академија Гонкур од 1903. године, аутору најбољег француског прозног дела објављеног те године. Међу добитницима су и славни писци као што су Марсел Пруст, Маргерит Дирас, Симон де Бовоар, Патрик Модијано и др.

## Историја
Гонкурову награду додељује Академија Гонкур названа по свом оснивачу, познатом писцу, критичару и издавачу Едмонду де Гонкуру. Он је сав свој иметак наменио оснивању ове организације у знак сећања на свог брата и сарадника Жила. Главни циљ Академије је да кроз литерарне активности промовише и потпомаже француску књижевност.
Академију чини 10 чланова познатих француских писаца и уметника. Чланови Академије у различито време били су Луј Арагон, Рејмон Кено, Мишел Турније, Колет и др. Жири се сваког новембра састаје у ресторану Друан и доноси одлуку о победнику. Сваки члан има само један глас и може га дати само за једну књигу. У случају једнаког броја гласова, приоритет се даје делу за који гласа председник.
Осим главне Гонкурове награде за најбоље и најмаштовитије прозно дело у француској литератури те године, Академија Гонкур додељује и награде у још четири категорије: за први роман, кратку причу, поезију и биографију.
Новчани део награде је симобличан и износи око 10 евра. Разлог је тај што дело које добије награду омогућује писцу књижевни углед, као и бољу продају дела, чинећи свог власника богаташем у смислу зараде од продатих тиража.
Сваки писац награду може добити само једном. Гонкурова академија је само једном прекршила ово правило. Једини двоструки добитник Гонкурове награде је Ромен Гари који је лауреат био 1956. године, али и 1975. године када је награду добио под псеудонимом Емил Ажар.

## Гонкурова награда студената Србије
Гонкурова награда студената Србије установљена је на иницијативу Француског института у Србији са циљем да студенти француског језика и књижевности упознају нове ауторе и да се повећа значај студија на француском језику. Награда се додељује од 2012. године у оквиру Молијерових дана. Награду спонзорише Академија Гонкур.
Жири чини 60 студената, по 15 са сваке катедре за француски језик у Београду, Новом Саду, Нишу и Крагујевцу. Они прочитају дела која је номиновала француска Академија Гонкур претходне године, дискутују о њима са својим професорима, после чега тајним гласањем одаберу добитника.
Добитници су:
- 2012 — Шаладон Сорж - Повратак у Килибегз
- 2013 — Жером Ферар -Беседа о паду Рима
- 2014 — Пјер Леметр - Довиђења, тамо горе
- 2015 — Камел Дауд - Мерсо, контра-истрага
- 2016 — Матијас Енар - Бусола
- 2017 — Гаел Фај - Мала земља
- 2018 — Вероник Олми - Бакхита
- 2019 — Давид Диоп - Духовни брат[6]
- 2020 — Ђаили Амаду Амал - Нестрпљиви
- 2021 — Моамед Мбура Сара - Најскривенија сећања људи
- 2022 — Брижит Жиро - Живи брзо
- 2023 — Неж Сино — Тужни тигар

## Добитници Гонкурове награде
| Година | Аутор                   | Наслов на француском                                     | Наслов на српском                         |
| ------ | ----------------------- | -------------------------------------------------------- | ----------------------------------------- |
| 1903   | Джон Антоан Но          | Force ennemie                                            |                                           |
| 1904   | Леон Фрапје             | La Maternelle                                            |                                           |
| 1905   | Клод Фарер              | Les Civilisés                                            | Цивилизовани људи                         |
| 1906   | Жером и Жан Таро        | Dingley, l'illustre écrivain                             |                                           |
| 1907   | Емил Мозели             | Le Rouet d'ivoire                                        |                                           |
| 1908   | Франсис де Миомандр     | Écrit sur de l'eau...                                    |                                           |
| 1909   | Мариус Ари Леблон       | En France                                                |                                           |
| 1910   | Луј Перго               | De Goupil à Margot                                       |                                           |
| 1911   | Алфонс де Шатобријан    | Monsieur des Lourdines                                   |                                           |
| 1912   | Андре Савињон           | Les Filles de la pluie                                   |                                           |
| 1913   | Марк Елдер              | Le peuple de la mer                                      |                                           |
| 1914   | Адријан Бертран         | L'Appel du Sol                                           |                                           |
| 1915   | Рене Бенжамен           | Gaspard                                                  |                                           |
| 1916   | Анри Барбис             | Le Feu                                                   | Огањ                                      |
| 1917   | Анри Малерб             | La Flamme au poing                                       |                                           |
| 1918   | Жорж Дијамел            | Civilisation                                             |                                           |
| 1919   | Марсел Пруст            | A l'ombre des jeunes filles en fleurs                    | У сени девојака цветова                   |
| 1920   | Ернест Перошон          | Nêne                                                     |                                           |
| 1921   | Рене Маран              | Batouala                                                 |                                           |
| 1922   | Анри Беро               | Le vitriol de la lune                                    |                                           |
| 1923   | Лисјан Фабр             | Rabevel ou Le mal des ardents                            |                                           |
| 1924   | Тјери Сандр             | Le Chèvrefeuille, le Purgatoire, le Chapitre XIII        |                                           |
| 1925   | Морис Женевоа           | Raboliot                                                 |                                           |
| 1926   | Анри Деберли            | Le supplice de Phèdre                                    |                                           |
| 1927   | Морис Бедел             | Jérôme 60° latitude nord                                 | Шездесети степен северне ширине           |
| 1928   | Морис Константин-Вејер  | Un Homme se penche sur son passé                         | Један се човјек нагиба над своју прошлост |
| 1929   | Марсел Арлан            | L'Ordre                                                  | Ред                                       |
| 1930   | Анри Фоконје            | Malaisie                                                 |                                           |
| 1931   | Жан Фајар               | Mal d'amour                                              |                                           |
| 1932   | Ги Мазлин               | Les Loups                                                | Вукови                                    |
| 1933   | Андре Малро             | La Condition humaine                                     | Људска судбина                            |
| 1934   | Роже Версел             | Capitaine Conan                                          | Капетан Конан                             |
| 1935   | Жозеф Пер               | Sang et Lumières                                         |                                           |
| 1936   | Максанс ван дер Мерш    | L'Empreinte de Dieu                                      |                                           |
| 1937   | Шарл Плиње              | Faux passeports                                          |                                           |
| 1938   | Анри Троаја             | L'Araigne                                                |                                           |
| 1939   | Филип Ериа              | Les enfants gâtés                                        | Размажена дјеца                           |
| 1940   | Франсис Амбријер        | Les grandes vacances                                     |                                           |
| 1941   | Анри Пура               | Vent de Mars                                             |                                           |
| 1942   | Марк Бернар             | Pareil à des enfants                                     |                                           |
| 1943   | Мариус Гру              | Passage de l'Homme                                       |                                           |
| 1944   | Елза Триоле             | Le premier accroc coûte 200 Francs                       |                                           |
| 1945   | Жан-Луи Бори            | Mon village à l'heure allemande                          |                                           |
| 1946   | Жан-Жак Готје           | Histoire d'un Fait divers                                |                                           |
| 1947   | Жан-Луи Киртис          | Les Forêts de la Nuit                                    | Шуме мрака                                |
| 1948   | Морис Дрион             | Les grandes familles                                     | Велике породице                           |
| 1949   | Роберт Мерл             | Week-end à Zuydcoote                                     | Викенд код Зајдкота                       |
| 1950   | Пол Колен               | Les jeux sauvages                                        |                                           |
| 1951   | Жилијен Грак            | Le Rivage des Syrtes                                     | Обала Сирта                               |
| 1952   | Беатрис Бек             | Léon Morin, prêtre                                       |                                           |
| 1953   | Пјер Гаскар             | Les Bêtes                                                |                                           |
| 1954   | Симон де Бовоар         | Les Mandarins                                            |                                           |
| 1955   | Роже Икор               | Les eaux mêlées                                          | Измјешане воде                            |
| 1956   | Ромен Гари              | Les racines du ciel                                      | Коријени неба                             |
| 1957   | Роже Вајан              | La Loi                                                   | Закон                                     |
| 1958   | Франсис Валдер          | Saint-Germain ou la négociation                          |                                           |
| 1959   | Андре Шварц-Барт        | Le dernier des Justes                                    | Последњи од праведника                    |
| 1960   | Винтила Хорија          | Dieu est né en exil                                      | Бог је рођен у изгнанству                 |
| 1961   | Жан Ко                  | La pitié de Dieu                                         | Самилост божија                           |
| 1962   | Ана Лангфус             | Les bagages de sable                                     | Товари песка                              |
| 1963   | Арман Лану              | Quand la mer se retire                                   |                                           |
| 1964   | Жорж Коншон             | L'Etat sauvage                                           |                                           |
| 1965   | Жак Борел               | L'Adoration                                              |                                           |
| 1966   | Едмонд Шарл-Ру          | Oublier Palerme                                          |                                           |
| 1967   | Андре Пјер де Мандијарг | La Marge                                                 |                                           |
| 1968   | Бернар Клавел           | Les fruits de l'hiver                                    |                                           |
| 1969   | Фелисјан Марсо          | Creezy                                                   |                                           |
| 1970   | Мишел Турније           | Le Roi des Aulnes                                        | Краљ Виловњак                             |
| 1971   | Жак Лоран               | Les Bêtises                                              |                                           |
| 1972   | Жан Каријер             | L'Épervier de Maheux                                     |                                           |
| 1973   | Жак Шесе                | L'Ogre                                                   | Исполин                                   |
| 1974   | Паскал Лен              | La Dentellière                                           | Чипкарица                                 |
| 1975   | Емил Ажар / Ромен Гари  | La vie devant soi                                        | Живот је пред тобом                       |
| 1976   | Патрик Гренвил          | Les Flamboyants                                          |                                           |
| 1977   | Дидје Декоан            | John l'enfer                                             | Паклени Џон                               |
| 1978   | Патрик Модијано         | Rue des boutiques obscures                               | Улица мрачних дућана                      |
| 1979   | Антонин Маје            | Pélagie la Charette                                      |                                           |
| 1980   | Ив Навар                | Le Jardin d'acclimatation                                |                                           |
| 1981   | Лисјан Бодар            | Anne-Marie                                               |                                           |
| 1982   | Доминик Фернандес       | Dans la main de l'Ange                                   |                                           |
| 1983   | Фредерик Тристан        | Les égarés                                               |                                           |
| 1984   | Маргерит Дирас          | L'Amant                                                  | Љубавник                                  |
| 1985   | Јан Кефелек             | Les Noces barbares                                       | Варварска свадба                          |
| 1986   | Мишел Ост               | Valet de nuit                                            | Ноћни сталак                              |
| 1987   | Тахар Бен Желун         | La Nuit sacrée                                           | Света ноћ                                 |
| 1988   | Ерик Орсена             | L'Exposition coloniale                                   |                                           |
| 1989   | Жан Вотрен              | Un grand pas vers le Bon Dieu                            |                                           |
| 1990   | Жан Руо                 | Les Champs d'honneur                                     | Поља части                                |
| 1991   | Пјер Комбеско           | Les Filles du Calvaire                                   |                                           |
| 1992   | Патрик Шамоазо          | Texaco                                                   |                                           |
| 1993   | Амин Малуф              | Le Rocher de Tanios                                      | Таниосова стена                           |
| 1994   | Дидје ван Ковлар        | Un Aller simple                                          | Пут у једном правцу                       |
| 1995   | Андреј Макин            | Le Testament français                                    | Француско завештање                       |
| 1996   | Паскал Роз              | Le Chasseur Zéro                                         | Ловац нула                                |
| 1997   | Патрик Рамбо            | La Bataille                                              | Битка                                     |
| 1998   | Пол Констан             | Confidence pour confidence                               | Поверење за поверење                      |
| 1999   | Жан Ешноз               | Je m'en vais                                             | Одлазим                                   |
| 2000   | Жан Жак Шул             | Ingrid Caven                                             | Ингрид Кавен                              |
| 2001   | Жан-Кристоф Рифен       | Rouge Brésil                                             | Црвени Бразил                             |
| 2002   | Паскал Кињар            | Les Ombres errantes                                      | Лутајуће сенке                            |
| 2003   | Жак-Пјер Амет           | La maîtresse de Brecht                                   | Брехтова љубавница                        |
| 2004   | Лоран Годе              | Le Soleil des Scorta                                     | Сунце породице Скорта                     |
| 2005   | Франсоа Вејерганс       | Trois jours chez ma mère                                 | Три дана код мајке                        |
| 2006   | Џонатан Лител           | Les Bienveillantes                                       | Еумениде                                  |
| 2007   | Жил Лероа               | Alabama song                                             | Алабама сонг                              |
| 2008   | Атик Рахими             | Syngué Sabour: La pierre de patience                     | Сеге сабур: Камен стрпљења                |
| 2009   | Мари НДијај             | Trois femmes puissantes                                  | Три моћне жене                            |
| 2010   | Мишел Уелбек            | La Carte et le territoire                                | Карта и територија                        |
| 2011   | Алекси Жени             | L'Art français de la guerre                              | Француско умеће ратовања                  |
| 2012   | Жером Ферари            | Le Sermon sur la chute de Rome                           | Беседа о паду Рима                        |
| 2013   | Пјер Леметр             | Au revoir là-haut                                        | Довиђења, тамо горе                       |
| 2014   | Лиди Салвер             | Pas pleurer                                              | Без плакања                               |
| 2015   | Матијас Енар            | Boussole                                                 | Бусола                                    |
| 2016   | Лејла Слимани           | Chanson douce                                            | Успавај ме                                |
| 2017   | Ерик Вијар              | L'Ordre du jour                                          | Дневни ред                                |
| 2018   | Никола Матје            | Leurs enfants après eux                                  | Деца њихова за њима                       |
| 2019   | Жан−Пол Дибоа           | Tous les hommes n'habitent pas le monde de la même façon | Није свима исто на овом свету             |
| 2020   | Ерве Ле Телије          | L'Anomalie                                               | Аномалија                                 |
| 2021   | Муамед Мбугар Сар       | La Plus Secrète Mémoire des hommes                       | Најскровитији спомен људи                 |
| 2022   | Брижит Жиро             | Vivre vite                                               | Живети брзо                               |
| 2023   | Жан-Батист Андреа       | Veiller sur elle                                         | Бдети над њом                             |
| 2024   | Камел Дауд              | Houris                                                   |                                           |